# 보광초등학교 화곡분교
보광초등학교 화곡분교는 대한민국 충청북도 괴산군 사리면 모래재로 941 (이곡리)에 있었던 분교이다.

## 연혁
- 1940년 6월 21일 사리제2공립심상소학교 개교(설립인가 5월 21일)
- 1941년 4월 1일 화곡공립국민학교 승격
- 1982년 3월 31일 병설유치원 인가
- 1996년 3월 1일 화곡초등학교 명칭 변경
- 1998년 2월 28일 병설유치원 폐원
- 1999년 9월 1일 보광초등학교 화곡분교장
- 2013년 3월 1일 본교로 병합